# Horváth Gyula (színművész, 1897–1972)
Horváth Gyula (Győrsziget, 1897. március 6. – Győr, 1972. január 21.) magyar színész, színházigazgató.

## Élete
Győrszigeten született, Horváth Rafael és Likaszi Rozália gyermekeként, 1897. március 6-án. Szülővárosában, 18 évesen, 1915-ben lépett először színpadra. Ugyanitt 1947 és 1964 között színigazgató volt. A győri színháznak még nyugdíjba vonulását követően is tagja maradt. Általában prózai, illetve zenés darabokban játszott karakterfigurákat.
A győri köztemető XXI. parcellájában nyugszik.

## Főbb szerepei
- Montague (Shakespeare: Rómeó és Júlia);
- Egeus (Shakespeare: Szentivánéji álom);
- George (Loewe: My Fair Lady);
- Samrajev, Szorin jószágigazgatója (Csehov: Sirály);
- Hóhér (George Bernard Shaw: Szent Johanna);
- Myska bán (Katona József: Bánk bán);
- Antal (Kisfaludy Károly: Csalódások);
- Pál (Jókai Mór: Fekete gyémántok);
- Tanyásgazda (Móricz Zsigmond: Úri muri);
- Orvos (Molnár Ferenc: A Pál utcai fiúk);
- Igazgató (Molnár Ferenc: Doktor úr);
- Ivan (Jacques Deval: A potyautas);
- Lazarevics (Kálmán Imre: Csárdáskirálynő);
- Benelli, cirkuszigazgató (Kálmán Imre: Cirkuszhercegnő);
- Mr. Axelblom (Ábrahám Pál: Viktória);
- Kocsmáros (Jacobi Viktor: Leányvásár)
- Tábornok (Lehár Ferenc: A mosoly országa);
- Miniszter ( Huszka Jenő: Lili bárónő)